# Dmitrij Smirnow (polityk)
Dmitrij Grigorjewicz Smirnow (ros. Дмитрий Григорьевич Смирнов, ur. 1908 we wsi Szybarszyno w guberni twerskiej, zm. 30 lipca 1965) – radziecki działacz partyjny, członek KC KPZR (1952-1956).
Po ukończeniu 1923 szkoły fabryczno-zawodowej ukończył technikum wieczorowe przy fabryce im. Frunzego w Sumach, później Sumski Uniwersytet Wieczorowy. Od 1928 w WKP(b), 1932-1938 pomocnik kierownika warsztatu w fabryce w Sumach, 1938-1939 sekretarz fabrycznego komitetu WKP(b) i II sekretarz Komitetu Miejskiego Komunistycznej Partii (bolszewików) Ukrainy w Sumach. Od 1939 III sekretarz, potem II sekretarz Komitetu Obwodowego KP(b)U w Sumach, od grudnia 1941 do stycznia 1945 I sekretarz Komitetu Miejskiego WKP(b) w Złatouście, później organizator odpowiedzialny i instruktor Zarządu Kadr KC WKP(b), 1947-1949 II sekretarz Komitetu Obwodowego WKP(b) we Włodzimierzu, 1949-1950 zastępca kierownika Wydziału Organów Partyjnych, Związkowych i Komsomolskich KC WKP(b). Od 19 stycznia 1950 do 26 października 1950 I sekretarz Komitetu Obwodowego WKP(b)/KPZR w Gorkim, od 14 stycznia 1952 do 14 lutego 1956 członek KC KPZR.

## Odznaczenia
- Order Czerwonego Sztandaru Pracy
- Order Czerwonej Gwiazdy
- Order „Znak Honoru”